# Orica GreenEdge/Saison 2012
Dieser Artikel listet Erfolge und Fahrer des Radsportteams Orica GreenEdge in der Saison 2012 auf.

## Erfolge in der UCI WorldTour
In den Rennen der Saison 2012 der UCI WorldTour gelangen die nachstehenden Erfolge.
| Datum          | Rennen                                   | Sieger                |
| -------------- | ---------------------------------------- | --------------------- |
| 17.–22. Januar | Gesamtwertung Tour Down Under            | Simon Gerrans         |
| 7. März        | 1. Etappe Tirreno–Adriatico              | Mannschaftszeitfahren |
| 17. März       | Mailand-San Remo                         | Simon Gerrans         |
| 19. März       | 1. Etappe Volta Ciclista a Catalunya     | Michael Albasini      |
| 20. März       | 2. Etappe Volta Ciclista a Catalunya     | Michael Albasini      |
| 19.–25. März   | Gesamtwertung Volta Ciclista a Catalunya | Michael Albasini      |
| 3. April       | 2. Etappe Vuelta ciclista al País Vasco  | Daryl Impey           |
| 7. Mai         | 3. Etappe Giro d’Italia                  | Matthew Goss          |
| 3. Juni        | Prolog Critérium du Dauphiné Libéré      | Luke Durbridge        |
| 16. Juni       | 8. Etappe Tour de Suisse                 | Michael Albasini      |
| 13. Juli       | 4. Etappe Tour de Pologne                | Aidis Kruopis         |
| 7. August      | 2. Etappe Eneco Tour                     | Mannschaftszeitfahren |
| 11. August     | 6. Etappe Eneco Tour (EZF)               | Svein Tuft            |
| 21. August     | 4. Etappe Vuelta a España                | Simon Clarke          |
| 7. September   | Grand Prix Cycliste de Québec            | Simon Gerrans         |

## Erfolge in der UCI Africa Tour
In den Rennen der Saison 2012 der UCI Africa Tour gelangen die nachstehenden Erfolge.
| Datum    | Rennen                                       | Kat. | Sieger               |
| -------- | -------------------------------------------- | ---- | -------------------- |
| 23. Juni | Eritreische Meisterschaft – Einzelzeitfahren | CN   | Daniel Teklehaimanot |
| 24. Juni | Eritreische Meisterschaft – Straßenrennen    | CN   | Daniel Teklehaimanot |

## Erfolge in der UCI America Tour
In den Rennen der Saison 2012 der UCI America Tour gelangen die nachstehenden Erfolge.
| Datum    | Rennen                                      | Kat. | Sieger     |
| -------- | ------------------------------------------- | ---- | ---------- |
| 21. Juni | Kanadische Meisterschaft – Einzelzeitfahren | CN   | Svein Tuft |

## Erfolge in der UCI Europe Tour
In den Rennen der Saison 2012 der UCI Europe Tour gelangen die nachstehenden Erfolge.
| Datum          | Rennen                                   | Kat. | Sieger                    |
| -------------- | ---------------------------------------- | ---- | ------------------------- |
| 4. April       | 3. Etappe Circuit Cycliste Sarthe (EZF)  | 2.1  | Luke Durbridge            |
| 3.–6. April    | Gesamtwertung Circuit Cycliste Sarthe    | 2.1  | Luke Durbridge            |
| 18. Mai        | 3. Etappe Tour of Norway                 | 2.1  | Aidis Kruopis             |
| 15. Juni       | 2. Etappe Tour of Slovenia               | 2.1  | Daryl Impey               |
| 21. August     | 1. Etappe Tour du Poitou Charentes       | 2.1  | Aidis Kruopis             |
| 22. August     | 2. Etappe Tour du Poitou Charentes       | 2.1  | Aidis Kruopis             |
| 23. August     | 4. Etappe Tour du Poitou Charentes (EZF) | 2.1  | Luke Durbridge            |
| 21.–24. August | Gesamtwertung Tour du Poitou Charentes   | 2.1  | Luke Durbridge            |
| 10. September  | 2. Etappe Tour of Britain                | 2.1  | Leigh Howard              |
| 30. September  | Duo Normand                              | 1.1  | Luke Durbridge Svein Tuft |

## Erfolge in der UCI Oceania Tour
In den Rennen der Saison 2012 der UCI Oceania Tour gelangen die nachstehenden Erfolge.
| Datum      | Rennen                                        | Kat. | Sieger         |
| ---------- | --------------------------------------------- | ---- | -------------- |
| 8. Januar  | Australische Meisterschaft – Straßenrennen    | NC   | Simon Gerrans  |
| 10. Januar | Australische Meisterschaft – Einzelzeitfahren | NC   | Luke Durbridge |

## Mannschaft
| Name                 | Geburtstag        | Nationalität | Team 2011                    |
| -------------------- | ----------------- | ------------ | ---------------------------- |
| Michael Albasini     | 20. Dezember 1980 | Schweiz      | HTC-Highroad                 |
| Fumiyuki Beppu       | 10. April 1983    | Japan        | Team RadioShack              |
| Sam Bewley *         | 22. Juli 1987     | Neuseeland   | BikeNZ PureBlack Racing      |
| Jack Bobridge        | 13. Juli 1989     | Australien   | Team Garmin-Cervélo          |
| Simon Clarke         | 18. Juli 1986     | Australien   | Pro Team Astana              |
| Baden Cooke          | 12. Oktober 1978  | Australien   | Saxo Bank-SunGard            |
| Allan Davis          | 27. Juli 1980     | Australien   | Pro Team Astana              |
| Julian Dean          | 28. Januar 1975   | Neuseeland   | Team Garmin-Cervélo          |
| Mitchell Docker      | 2. Oktober 1986   | Australien   | Skil-Shimano                 |
| Luke Durbridge       | 9. April 1991     | Australien   | Team Jayco-AIS               |
| Simon Gerrans        | 16. Mai 1980      | Australien   | Sky ProCycling               |
| Matthew Goss         | 5. November 1986  | Australien   | HTC-Highroad                 |
| Michael Hepburn      | 17. August 1991   | Australien   | Team Jayco-AIS               |
| Leigh Howard         | 18. Oktober 1989  | Australien   | HTC-Highroad                 |
| Daryl Impey          | 6. Dezember 1984  | Südafrika    | Team NetApp                  |
| Jens Keukeleire      | 23. November 1988 | Belgien      | Cofidis, le Crédit en Ligne  |
| Aidis Kruopis        | 26. Oktober 1986  | Litauen      | Landbouwkrediet              |
| Brett Lancaster      | 15. November 1979 | Australien   | Team Garmin-Cervélo          |
| Sebastian Langeveld  | 17. Januar 1985   | Niederlande  | Rabobank                     |
| Robbie McEwen *      | 24. Juni 1972     | Australien   | Team RadioShack              |
| Christian Meier      | 21. Februar 1985  | Kanada       | UnitedHealthcare Pro Cycling |
| Cameron Meyer        | 11. Januar 1988   | Australien   | Team Garmin-Cervélo          |
| Travis Meyer         | 8. Juni 1989      | Australien   | Team Garmin-Cervélo          |
| Jens Mouris          | 12. März 1980     | Niederlande  | Vacansoleil-DCM              |
| Stuart O’Grady       | 6. August 1973    | Australien   | Leopard Trek                 |
| Wesley Sulzberger    | 20. Oktober 1986  | Australien   | FDJ                          |
| Daniel Teklehaimanot | 10. November 1988 | Eritrea      | Neoprofi                     |
| Svein Tuft           | 9. Mai 1977       | Kanada       | Team SpiderTech-C10          |
| Tomas Vaitkus        | 4. Februar 1982   | Litauen      | Pro Team Astana              |
| Pieter Weening       | 5. April 1981     | Niederlande  | Rabobank                     |
| Matthew Wilson       | 1. Oktober 1977   | Australien   | Team Garmin-Cervélo          |

* Robbie McEwen beendete am 20. Mai 2012 seine Karriere und wurde durch Sam Bewley ersetzt.